# Eloy Torres (político venezolano)
Félix Eloy Torres Arias (Caracas, 1 de diciembre de 1918-15 de enero de 2006) fue político y sindicalista venezolano.

## Biografía

### Juventud y familia
Nació el 1 de diciembre de 1918 en la Cañada de Luzón, El Guarataro, parroquia San Juan de Caracas. Sus padres fueron Félix Torres y Evarista Arias. Estudió en la Escuela Ezequiel Zamora, la cual dejó para contribuir en sostener a su familia. Se casó con Carmen Teodora Román con la que tuvo cinco hijos: Eloy, José, Eduardo, Alba y Segunda.

### Vida política
Entra en la política con su compañero Pompeyo Márquez, ingresando en 1938 al Partido Comunista de Venezuela. Fue dirigente clandestino del Partido Comunista en el Distrito Federal durante la dictadura de Marcos Pérez Jiménez. Fue directivo de la Confederación de Trabajadores de Venezuela y fundador de la Central Unitaria de Trabajadores de Venezuela.
Siendo diputado estaría involucrado en el Carupanazo del 4 de mayo de 1962, motivo por el cual es apresado el 7 de mayo. Luego, el 10 de mayo el Congreso Nacional decide mantenerlo recluido en su casa custodiado por la Dirección General de Policía sin allanar su inmunidad parlamentaria. En octubre, el Congreso decidió el allanamiento de su inmunidad parlamentaria y sería sentenciado a 16 años de cárcel, pero el presidente Rómulo Betancourt redujo la pena a 8 años, 8 meses, 8 días y 8 horas.
Al año siguiente, el 30 de septiembre de 1963 ocurrió el asalto al tren de El Encanto donde el saldo fue de cinco guardias nacionales muertos y cuatro civiles heridos. El Partido Comunista (PCV) y Movimiento de Izquierda Revolucionaria (MIR) emitieron un comunicado deslindándose de los hechos. El 2 de octubre son apresados más de 100 dirigentes políticos, parlamentarios y no parlamentarios, en el cuartel San Carlos. El PCV y el MIR posteriormente fueron ilegalizados.
Desde 1962 apoyaría las diversas acciones terroristas de la izquierda venezolana, a las que posteriormente consideraría una "irresponsabilidad histórica". Más tarde sería miembro fundador del Movimiento al Socialismo, defendiendo un socialismo democrático y rompiendo con el comunismo soviético.
Se separó del Movimiento al Socialismo en el año 2000, para luego retirarse de la actividad política y sindical. Escribió cuatro libros y centenares de artículos, igualmente dictó cátedra de sindicalismo en múltiples ocasiones a lo largo de su vida. Eloy Torres falleció en la madrugada del 15 de enero de 2006, luego de prolongados padecimientos por los cuales estuvo durante varias semanas en terapia intensiva.

## Obras
- Eloy Torres, el lado humano de un caraqueño auténtico, en colaboración con Rafael Guía.
- La huelga